# 常盤平さくら通り
常盤平さくら通り（ときわだいらさくらどおり）は、千葉県松戸市にあるソメイヨシノおよびオオシマザクラの並木道である。

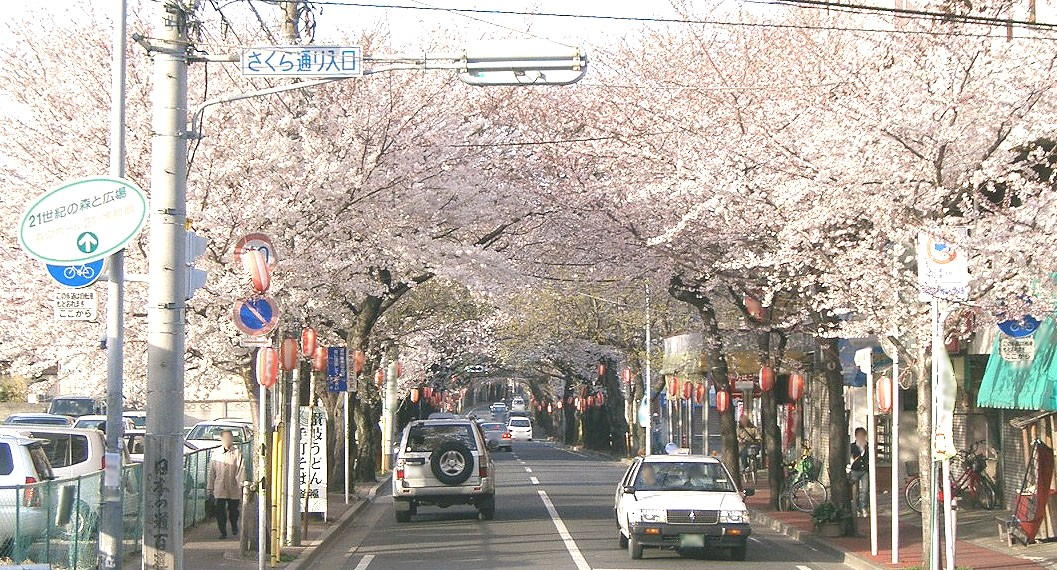
常盤平さくら通り（八柱駅側）

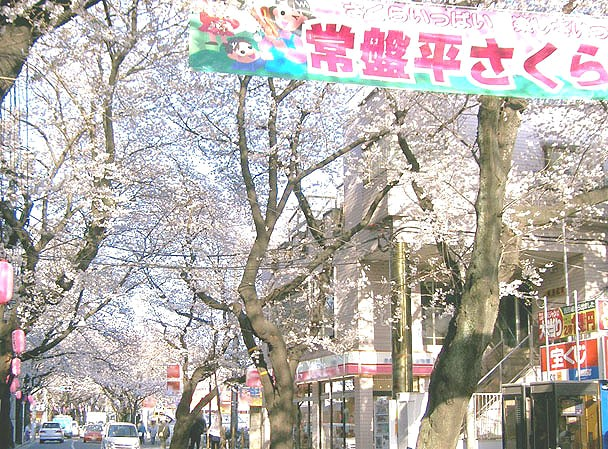
常盤平さくら通り（常盤平駅前）

## 概要
京成電鉄松戸線八柱駅の近くから常盤平駅前をへて五香駅付近まで、松戸線に並行している。松戸市常盤平陣屋前 - 同市常盤平5丁目間の約3.1kmにわたる2車線道路であり、道路の正式な路線名は、「松戸市主要幹線2級市道39号」である。道路周辺は緑豊かな住宅地となっている。
街路樹である桜の種類は八柱駅側がオオシマザクラ、常盤平方面に向かっていくと、ソメイヨシノである。2つの種類の桜を合わせると、桜の本数は、およそ625本である（平成22年度現在）。
1987年（昭和62年）8月10日に、旧建設省と「道の日」実行委員会により制定された「日本の道100選」に選定されている。桜花のトンネルが形成される4月上旬の開花時には「常盤平さくらまつり」が開かれ、松戸市民はもとより関東近県から約50万人の人出がある。「常盤平さくらまつり」の際には、さくら通りの2.5kmを歩行者天国として自動車交通が遮断され、沿道に露店が並び家族連れなどで大変にぎわう。
常盤平駅南口の駅前で「常盤平さくら通り」と、メインストリートで新・日本街路樹100景にも選定された「常盤平けやき通り」 が交差しており、緑のモデル団地として知られる同地区は、商店街も形成され買い物や散歩道として市民に親しまれている。

## 歴史
1957年（昭和32年）、松戸市東北部地域内にある金ケ作地区に、日本住宅公団（当時）が土地区画整理事業の認可を受けて、集合住宅団地である常盤平団地の建設が始められた。この当時の当地区の道路は、幅員2〜4メートル程の農道のような狭隘路で、開発後の交通増に対応できる状況ではなかったことから、幹線道路をはじめ、補助幹線道路、区画道路の整備が行われ、地区北部に補助幹線道路「さくら通り」が誕生した。これが、現在の通称「常盤平さくら通り」である。1962年（昭和37年）7月、日本住宅公団は事業を完了し、開発した道路は松戸市に移管された。街路のソメイヨシノは、この当時の常盤平団地の造成と同時に植えられたものである。

## 周辺
- 21世紀の森と広場
- しょうぶ公園
- 常盤平けやき通り（新･日本街路樹100景）
- 常盤平団地
- 千葉県立西部図書館
- 森のホール21
- 松戸市立博物館

## アクセス
- 京成電鉄 : 松戸線八柱駅・常盤平駅・五香駅
- JR東日本 : 武蔵野線新八柱駅